# 魏登湖 (申艾謝)
52°28′58″N 13°41′19″E / 52.4826463°N 13.6885523°E

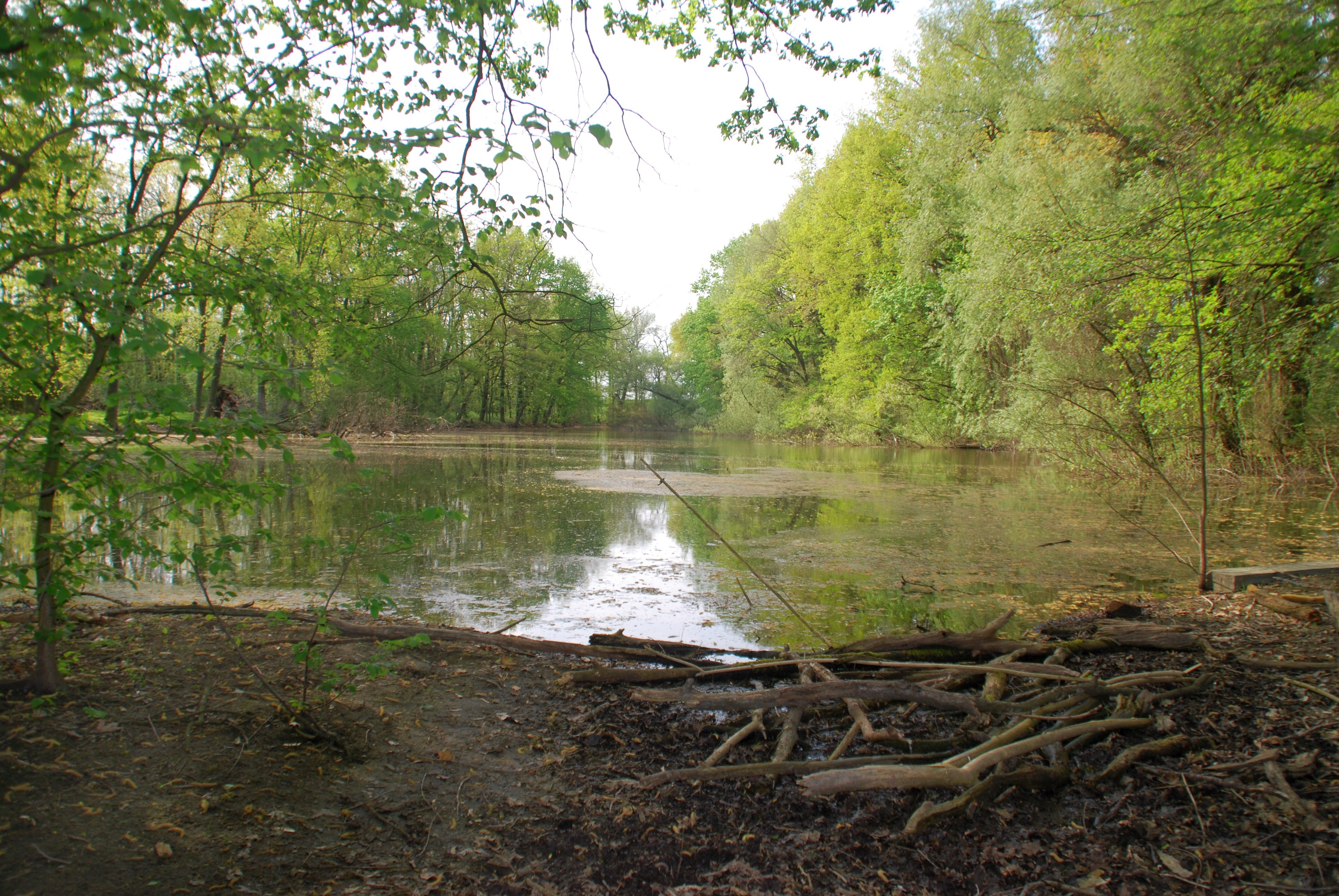

魏登湖（德語：Weidensee），是德國的湖泊，位於該國西南部，由勃蘭登堡州負責管轄，處於柏林附近申艾謝，長0.1公里、寬0.1公里，水體容量9,000立方米，最大水深3米。